# RZSD 1E
Az RZSD 1E egy amerikai gyártású, orosz gőzmozdonysorozat volt. Összesen kb 881 db készült belőle.

## Története
Az első kettő 1E mozdonyt 1894-ben építette a Baldwin, ezek a Kaukázusontúli Vasútra kerültek 1895-ben. Hegyi pályán közlekedtek, mégpedig először ott, ahol később az első villamosmozdonyok elindultak (a grúziai Hasuri-Zesztafoni szakaszon). A vonalon 150 méter sugarú ívek is előfordultak, de a gyártó jelezte, hogy odahaza 100 méteres ívekben is működnek hasonló mozdonyaik.
Először Dk sorozatjelet kaptak (Dk mint Decapod), pályaszámaik 249 és 250 voltak. 1912-ben átszámozták Ef 9998 és 9999-re.
Az 1895-ös kísérletek során kimutatták, hogy 28 ezrelékes emelkedőn 200 tonnánál nagyobb vonatot nem képesek vinni. Főként ívekben hajlamosak voltak a perdülésre. A korábban itt üzemeltetett Ferrey négycsatlós mozdonyoknál nem bizonyultak jobbnak, viszont magasabb volt a tüzelőanyag fogyasztásuk. Ezért átadták őket Tifliszbe, amelynek környékén 10 ezrelékesnél nem fordultak elő nagyobb emelkedők. 1940. január 1-jén még állagban volt a két mozdony.
1915-ben a háborús helyzet következtében hirtelen lett szükség nagyobb mennyiségű mozdonyra. Ezért 400 db. 1E-t rendeltek: 250-et a Baldwin-tól, 100 db-ot az Alco-tól és 50 db-ot egy Kingston-i, kanadai gyártótól. A gyártás helye után nevezték el őket Ef, Esz, Ek változatoknak (Philadelphia lett f, Schenectady lett sz, Kingston lett k).
Vita kerekedett arról, hogy 1E1 (Santa Fé) vagy 1E mozdonyokat vásároljanak-e. Végül az 1E mellett maradtak - mégpedig azért, mert az 1E1 alkalmazásának nem az volt a magyarázata, hogy jobban fut, hanem az, hogy az 1500–1600 mm-es csatolt kerékpárok körülményei között az állókazán túl magasra adódott volna hátsó futókerékpár nélkül. Az orosz változat tehervonatinak készült, 1320 mm-es futókörátmérővel, így a hátsó futókerékpárra nem lett szükség.
1917. július 1-jén 398 E sorozatú mozdony volt állagban.
1916 novemberében 80, decemberben még 220 mozdonyt rendeltek. Ezek már módosított tervek szerint készültek, részben az üzem közben kimutatott hiányosságok miatt, részben pedig az orosz fél kért konstrukciós módosításokat. Ezeket En-nel jelölték (n mint novij azaz új, felső indexben). Alsó indexben szerepelt a gyártás helye (f vagy sz). Azonban a módosításokat tervező csapat vezetőjéről, Lipecről végül El-nek nevezték el őket (l felső indexben).
1917 elején annyi mozdonyt szerettek volna rendelni, amennyit az amerikai gyártók le tudnak szállítani az év végéig. Azonban ez végül csak 75 darab lett (801-875 számú), mert mások is sorbaálltak a megrendeléseikkel.
Miután az USA belépett a háborúba, az 1E mozdonyok szállításának kérdését segítségnyújtásként kezdték kezelni és további 500 mozdony szállításáról beszéltek (fele-fele alapon a két gyártótól), 1918. július 1-i véghatáridővel.
A szállítások már az októberi forradalom után kezdődtek, a 876-925 és 1126-1175 számú mozdonyokat indították el Oroszországba. 200 mozdony amerikai vasutak állagába került, a maradék 200-at le se gyártották.

## Mozdonyok
- Baldwin, Ef: 250 (ebből a 28-35 számúak elsüllyedtek)
- Alco, Esz: 100
- Kingston, Ek: 50
- Alco, Esz: 6 (az elsüllyedtek helyett, de nem pótolva azokat teljesen)
- Alco, El: 40
- Baldwin, El: 40
- Alco, El: 110
- Baldwin, El: 75
- Baldwin, El: 50
- Alco, El: 50

Az orosz források még a következő gyári számúakat közlik mint állagba kerülteket:
930-932, 934-960, 962, 964, 965, 968-971, 973, 1000, 1001, 1003-1026, 1028-1037, 1176-1180.
1923. január 1-én még 604 E sorozatú mozdony volt állagban (a polgárháború megtette a magáét). Az 50-es évektől kezdték a tömeges selejtezést illetve kisforgalmú vonalakra való átcsoportosítást.
A második világháború alatti E sorozatú mozdonyok:
A gyártás lehető leggyorsabb beindítása érdekében kész terveket használtak fel, vagyis az El terveit. Ezek kismértékben tovább módosultak, azért, hogy a gyártó az akkor gyártásban lévő alkatrészeket felhasználva még inkább csökkenthesse az átfutási időt. Ea (a felső indexben) sorozatjelet kaptak. A további módosítások következtében megszülettek az Em-ek.
A kiosztás a következő volt:
- Ea
  - Alco: 2001-2200, 3001-3500
  - Baldwin: 2201-3000, 3501-3590, 3692-3739
- Em
  - Baldwin: 3591-3620, 3635-3691, 3740-3960, 4151-4260.

Ebből ami állagba került:
- Ea: 1622 db, Em: 412 db.,
- Emv: 13 db. (az Emv-ket 1947-ben szállították)